# Секстант

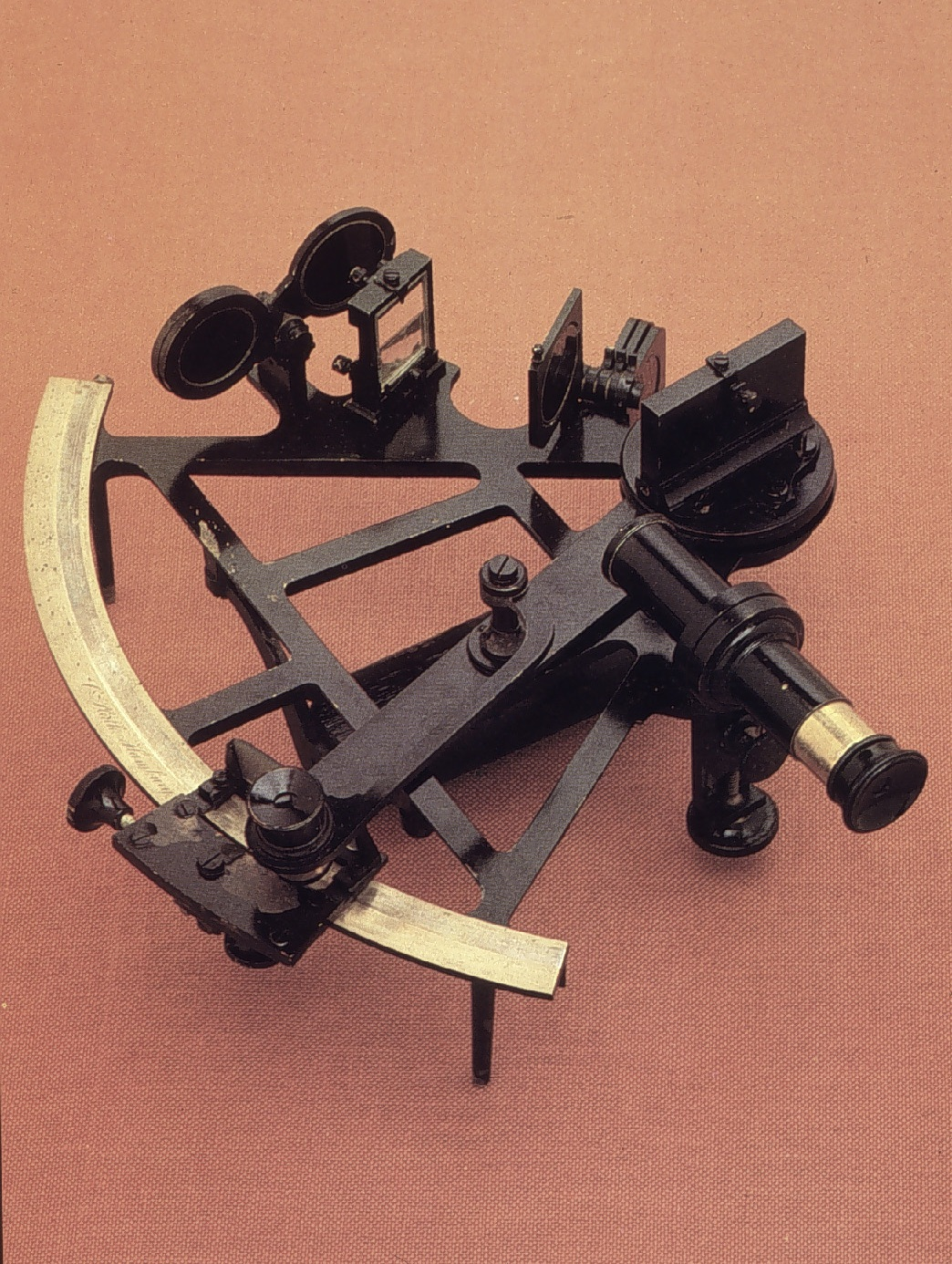
Секстант

Секста́нт (секстан, от лат. sextans, род. п. sextantis — «шестой, шестая часть») — навигационный измерительный инструмент, используемый для определения высоты Солнца и других космических объектов над горизонтом с целью определения географических координат точки, в которой производится измерение. При этом под горизонтом, как правило, понимается морской горизонт, а под точкой измерения — судно. Например, измерив высоту Солнца в астрономический полдень, можно, зная дату измерения, вычислить широту места расположения прибора.
Строго говоря, секстант позволяет точно измерять угол между двумя направлениями. Зная высоту маяка (с карты), можно узнать дистанцию до него, измерив угол между направлением на основание маяка и направлением на верхнюю часть и произведя несложный расчёт.
Также можно измерять горизонтальный угол (то есть в плоскости горизонта) между направлениями на разные объекты.
На современном морском судне до сих пор можно найти секстант или даже два, правда используются они нечасто, в основном для поддержания практических навыков у судоводителей.
Длина шкалы секстанта составляет 1/6 от полного круга или 60°.
В секстанте используется принцип совмещения изображений двух объектов при помощи двойного отражения одного из них. Этот принцип был изобретён Исааком Ньютоном в 1699 году, но не был опубликован. Два человека независимо изобрели секстант в 1730 году — английский математик Джон Хэдли и американский изобретатель Томас Годфри. Секстант вытеснил астролябию как главный навигационный инструмент.

## История

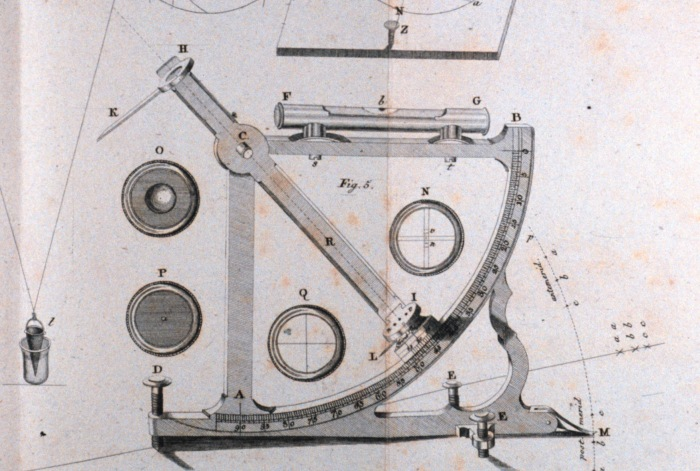
Квадрант

Квадрант — ранний прототип секстанта, астрономический инструмент для определения высот светил. Квадрант состоит из пластины с лимбом в четверть окружности для отсчёта углов и планки (либо телескопа) для фиксации угла, прикреплённой к этой пластине одним концом.
Стенные квадранты являлись одними из важнейших наблюдательных инструментов дооптической астрономии.

## Преимущества
Главная особенность секстанта, которая позволила ему вытеснить астролябию, состоит в том, что при его использовании высота светила измеряется относительно горизонта, а не относительно самого инструмента. Это даёт бо́льшую точность. При наблюдении через секстант горизонт и светило совмещаются в одном поле зрения и остаются неподвижными относительно друг друга, даже если наблюдатель находится на качающемся корабле. Это происходит потому, что секстант показывает неподвижный горизонт прямо, а астрономический объект — сквозь два противоположных зеркала.

## Устройство
Части секстанта смонтированы на раме, образованной двумя радиусами и дугой, которая называется лимбом. С помощью секстанта можно измерять углы до 140° влево от нулевого индекса и до 5° вправо, эти отметки находятся на лимбе. На левом радиусе неподвижно установлены малое зеркало и светофильтры. Половина поверхности малого зеркала прозрачна. В вершине рамы на подвижном радиусе, называемом алидадой, укреплено большое зеркало. На другом конце алидады укреплён отсчётный барабан, разделённый на 60 минутных делений. Один оборот барабана соответствует перемещению алидады на полградуса, при этом изображение, видимое через оба зеркала, смещается в два раза больше, — на один градус. Градуировка лимба учитывает эту особенность инструмента. Для повышения точности совмещения изображений используется зрительная труба, вставляемая в специальную стойку на раме секстанта.

## Использование

Использование секстанта для определения высоты Солнца над горизонтом

Изображение в секстанте совмещает два вида. Первый — вид неба через зеркала. Второй — вид горизонта. Секстантом пользуются, регулируя рычаг и установочный винт до тех пор, пока нижний край изображения светила не коснётся горизонта. Точный момент времени, в который проводится измерение, засекает помощник с часами. Затем угол возвышения считывается со шкалы, верньера и установочного винта и записывается вместе со временем.
После этого нужно преобразовать данные с помощью некоторых математических процедур. Самый простой метод — нарисовать равновозвышенный круг наблюдаемого астрономического объекта на глобусе. Пересечение этого круга с линией навигационного счисления или другим указателем даёт точное местоположение.
Секстант — чувствительный инструмент. Если его уронить, то дуга может погнуться. После падения он может потерять точность.

### Регулировка

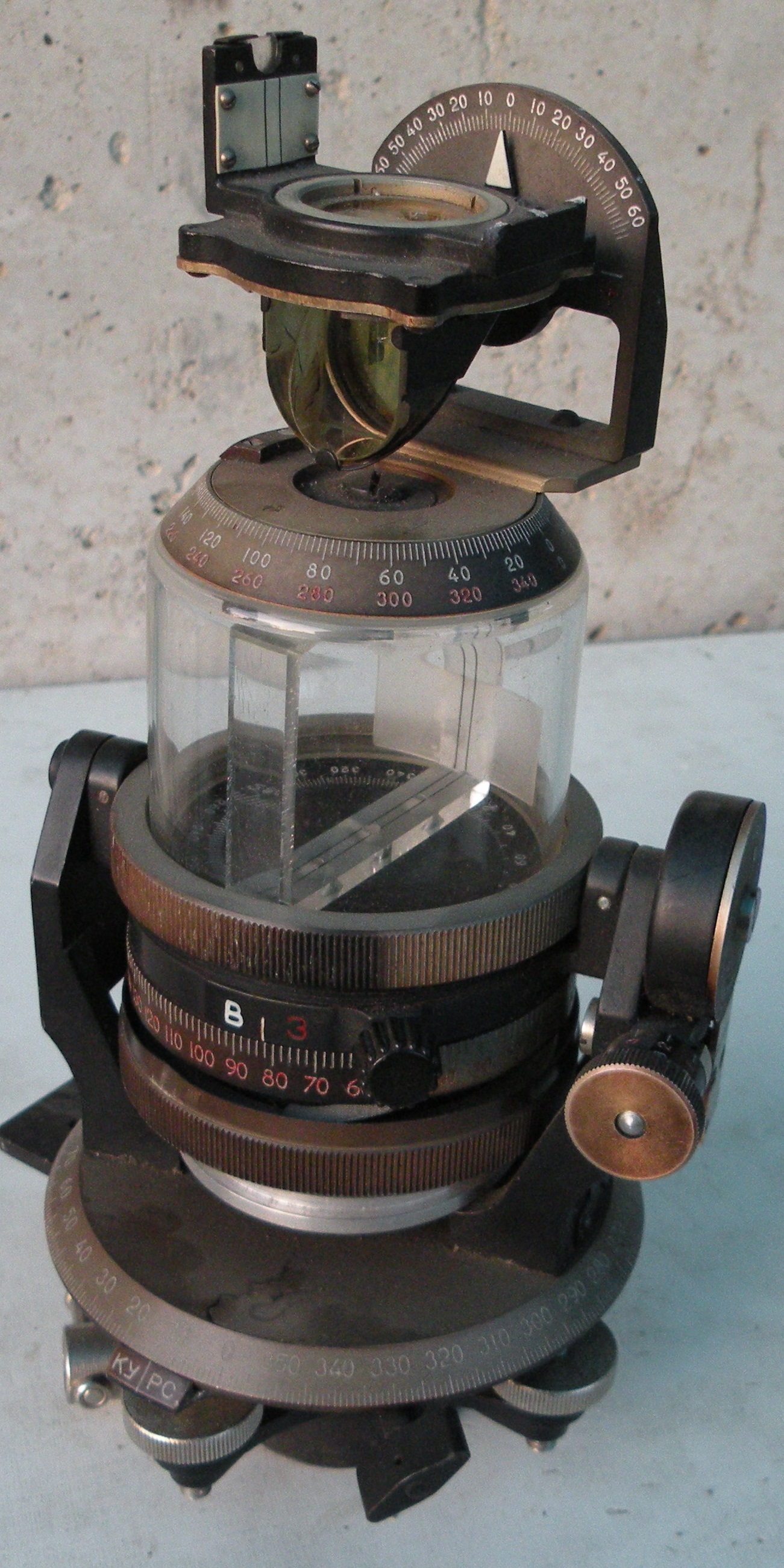
Астро-компас АК-59 образца 1988 года, применяемый штурманом в последних советских антарктических экспедициях в конце 1980-х годов на самолётах ИЛ-14

Ввиду чувствительности инструмента сбить его настройку очень легко. Поэтому необходима частая подстройка. Есть четыре основных погрешности, устраняемые подстройкой:
Ошибка большого зеркалаБольшое зеркало не перпендикулярно плоскости лимба. Для проверки нужно установить алидаду приблизительно на 60°, и держа секстант горизонтально на вытянутой руке лимбом от себя, заглянуть в большое зеркало. Отражённое изображение лимба должно составлять продолжение его прямо, без излома. Если это не так, нужно настроить большое зеркало, чтобы отражение дуги лимба в зеркале продолжало её гладко и непрерывно.
Ошибка малого зеркалаМалое зеркало не перпендикулярно плоскости лимба. Для проверки нужно посмотреть через секстант на звезду. Затем вращать установочный винт вперёд и назад, так чтобы провести отражённое изображение поверх неотражённого. Если отражённое изображение проходит точно поверх неотражённого, ошибки нет. Если отражённое изображение смещено в сторону — малое зеркало не перпендикулярно плоскости лимба. Впрочем, эта ошибка не слишком существенна для работы.
Ошибка параллельностиОсь телескопа (монокуляра) не параллельна плоскости лимба. Для проверки нужно совместить в секстанте изображения двух звёзд, расположенных под углом 90° или более, и плавно перемещать секстант так, чтобы совмещенное изображение звёзд переходило из одной стороны области видимости в другую. Если звёзды разделяются, то ось телескопа (монокуляра) не параллельна плоскости лимба и секстант нуждается в подстройке.
Ошибка индексаПри нулевом положении алидады большое и малое зеркала должны быть параллельны друг другу. Для проверки следует установить алидаду на ноль и посмотреть на горизонт. Если линии прямо видимого и отраженного горизонтов совпадают — ошибки нет. Если один выше другого, нужно отрегулировать положение большого зеркала. Наиболее точно ошибку индекса можно измерить наблюдая звезду или совмещая края солнечного диска — прямовидимого и дважды отражённого.

## Астрономический инструмент

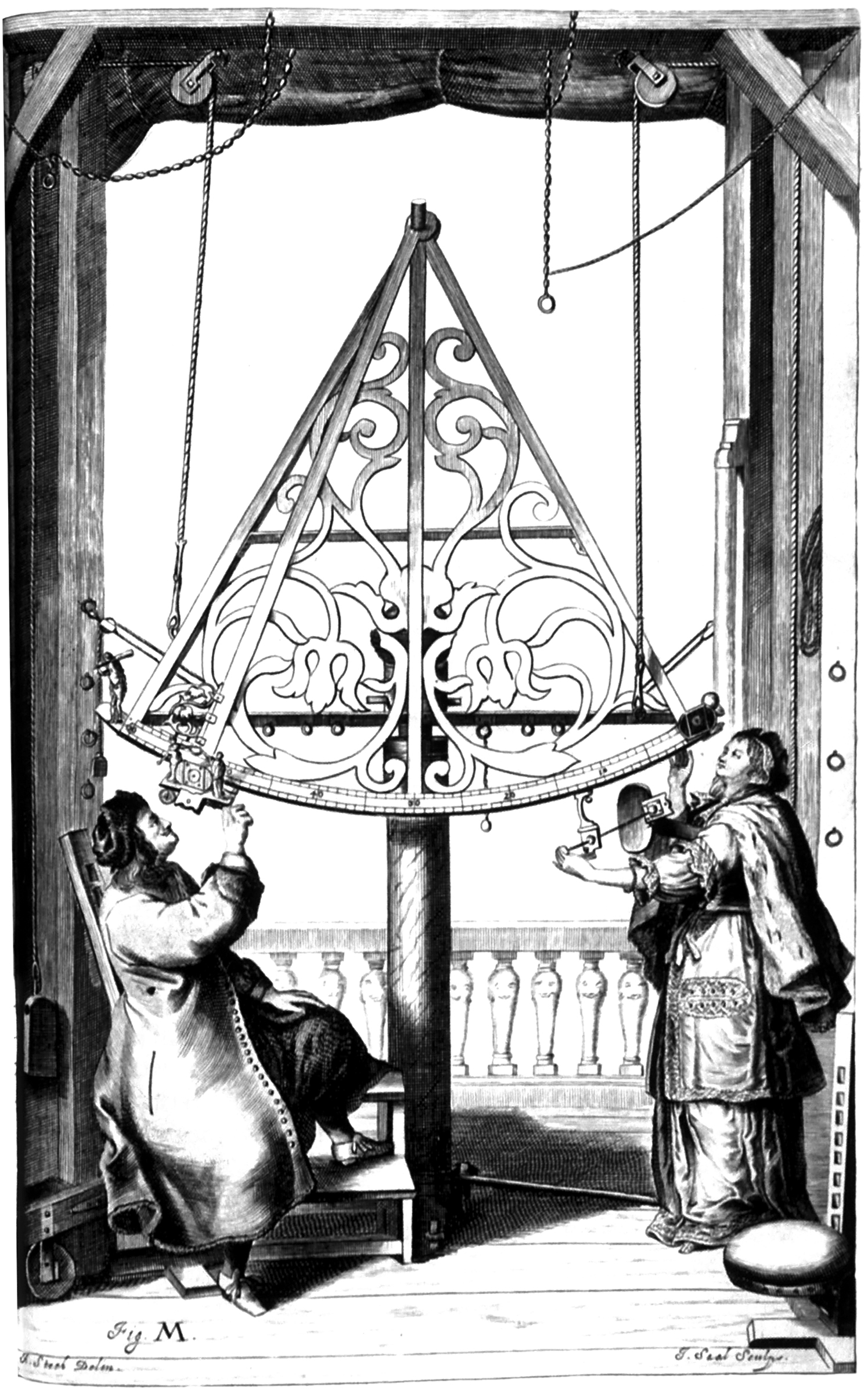
Секстант Яна Гевелия

Секстантом назывался также старинный астрономический инструмент. Именно этот инструмент (а не навигационный прибор) увековечен на небе астрономом Яном Гевелием в виде одноимённого созвездия.